# Виртуальное наследование
Про наследование виртуальных методов, см виртуальный метод.
Виртуа́льное насле́дование (англ. virtual inheritance) в языке программирования C++ — один из вариантов наследования, который нужен для решения некоторых проблем, порождаемых наличием возможности множественного наследования (особенно «ромбовидного наследования»), путём разрешения неоднозначности того, методы которого из суперклассов (непосредственных классов-предков) необходимо использовать. Оно применяется в тех случаях, когда множественное наследование вместо предполагаемой полной композиции свойств классов-предков приводит к ограничению доступных наследуемых свойств вследствие неоднозначности. Базовый класс, наследуемый множественно, определяется виртуальным с помощью ключевого слова virtual.

## Суть проблемы
Рассмотрим следующую иерархию классов:
```
class
 
Animal
 

{

 
public
:

  
virtual
 
void
 
eat
();
  
// Метод определяется для данного класса

 
...

};

class
 
Mammal
 
:
 
public
 
Animal
 

{

 
public
:

  
Color
 
getHairColor
();
 

 
...

};

class
 
WingedAnimal
 
:
 
public
 
Animal
 

{

 
public
:

  
void
 
flap
();

 
...

};

// A bat is a winged mammal

class
 
Bat
 
:
 
public
 
Mammal
,
 
public
 
WingedAnimal
 
{};
   
//<--- обратите внимание, что метод eat() не переопределен в Bat

Bat
 
bat
;

```

Для вышеприведенного кода вызов bat.eat() является неоднозначным. Он может относиться как к Bat::WingedAnimal::Animal::eat() так и к Bat::Mammal::Animal::eat(). У каждого промежуточного наследника (WingedAnimal, Mammal) метод eat() может быть  переопределен (это не меняет сущность проблемы с точки зрения языка). Проблема в том, что семантика традиционного множественного наследования не соответствует моделируемой им реальности. В некотором смысле, сущность Animal единственна по сути; Bat — это Mammal и WingedAnimal, но свойство животности (Animalness) летучей мыши (Bat), оно же свойство животности млекопитающего (Mammal) и оно же свойство животности WingedAnimal — по сути это одно и то же свойство. 
Такая ситуация обычно именуется «ромбовидным наследованием» и представляет собой проблему, которую призвано решить виртуальное наследование.

## Представление класса
Прежде чем продолжить, полезным будет рассмотреть, как классы представляются в C++. В частности, при наследовании классы предка и наследника просто помещаются в памяти друг за другом. Таким образом объект класса Bat это на самом деле последовательность объектов классов (Animal,Mammal,Animal,WingedAnimal,Bat), размещенных последовательно в памяти, при этом Animal повторяется дважды, что и приводит к неоднозначности.

## Решение
Мы можем переопределить наши классы следующим образом:
```
class
 
Animal
 

{

 
public
:

  
virtual
 
void
 
eat
();

 
...

};

// Two classes virtually inheriting Animal:

class
 
Mammal
 
:
 
public
 
virtual
 
Animal
                
// <--- обратите внимание на ключевое слово virtual

{

 
public
:

  
Color
 
getHairColor
();

 
...

};

class
 
WingedAnimal
 
:
 
public
 
virtual
 
Animal
          
// <--- обратите внимание на ключевое слово virtual

{

 
public
:

  
void
 
flap
();

 
...

};

// A bat is still a winged mammal

class
 
Bat
 
:
 
public
 
Mammal
,
 
public
 
WingedAnimal
 
{};

```

Теперь, часть Animal объекта класса Bat::WingedAnimal та же самая, что и часть Animal, которая используется в Bat::Mammal, и можно сказать, что Bat имеет в своем представлении только одну часть Animal и вызов Bat::eat() становится однозначным.
Виртуальное наследование реализуется через добавление указателей в классы Mammal и WingedAnimal. Таким образом, Bat представляется, как (ptr, Mammal, ptr, WingedAnimal, Bat, Animal).  *ptr содержит информацию о смещении в памяти между началом Mammal/WingedAnimal и его Animal. За счёт этого обеспечивается не только исключение дублирования общей Animal части для Mammal и WingedAnimal, но и простой механизм преобразования указателя (ссылки) на объект класса наследника в указатель (ссылку) на объект любого базового класса. Очевидно, что избыточное применение виртуального наследования даст некоторое снижение производительности (аналогичное таковому у виртуальных функций - за счёт дополнительной операции чтения).

## Пример
Чтобы понять суть виртуального наследования без лишнего "шума", следует рассмотреть следующий пример:
```
#include
 
<iostream>

class
 
A
 
{

public
:

    
virtual
 
int
 
foo
()
 
{

        
return
 
1
;

    
}

};

 

class
 
B
 
:
 
public
 
virtual
 
A
 
{};

 

class
 
C
 
:
 
public
 
virtual
 
A
 
{};

 

class
 
D
 
:
 
public
 
B
,
 
public
 
C
 
{};

int
 
main
 
()
 
{

    
D
 
d
;

    
std
::
cout
 
<<
 
d
.
foo
();

    
return
 
0
;

}

```

Если убрать ключевое слово virtual, то метод foo() не может быть определён однозначно и в результате не будет доступен, как и объект класса D — код не скомпилируется.